# Ellen McMahon
Ellen McMahon (nacida el 2 de agosto de 1951) es profesora en la Escuela de Arte y Decana Asociada de Investigación en las Artes en la Facultad de Bellas Artes de la Universidad de Arizona.

## Biografía
McMahon asistió a Southern Oregon State College y en 1978 recibió una licenciatura en Ciencias en Biología, continuó su educación en la Universidad de Arizona y obtuvo su Maestría en Ciencias en Ilustración Científica en 1983. McMahon continuó su educación en Vermont College y recibió una Maestría en Bellas Artes en Artes Visuales en 1996.
Ella utiliza una variedad de medios para examinar la relación entre el arte visual y cómo las personas pueden aplicar la práctica artística para abordar problemas ambientales.

## Trabajo
Los primeros trabajos de McMahon, desde la década de 1990 hasta 2005, analizaron la intimidad de las relaciones entre madre e hijo. Desde 2005 ha centrado su enfoque educativo en cómo la práctica creativa puede contribuir a la conciencia ambiental. Recibió una beca Fulbright en 2007 para trabajar en el Centro para el Estudio de Desiertos y Océanos en México (CEDO) y se presentó en el Congreso Mundial de Diseño ICOGRADA en Cuba. Ha desarrollado proyectos que conectan a artistas, estudiantes, científicos y organizaciones comunitarias en este esfuerzo. McMahon fue el director del proyecto y coeditor de la publicación Ground|Water: The Art, Design and Science of a Dry River en 2010. El libro analiza cómo diferentes factores, como el cambio ambiental y la política del agua, han afectado las aguas subterráneas en el suroeste.
Su trabajo ha aparecido en Mother Reader: Essential Writings on Motherhood, AIGA Journal of Graphic Design, en un ensayo titulado Outside the Cookie Cutter: Approaches to Teaching Graphic Design , Representations: Journal of the Design Communication Association, en un ensayo titulado Exchanges: A collaborative Teaching Project, The Education of the Graphic Designer, editado por Steve Heller, en un ensayo titulado Have Sign Will Travel: Cultural Issues in Design Education, y en Longwood Arts Journal, una publicación del Longwood Arts Project, en un ensayo titulado Maternity, Autonomy, Ambivalence and Loss.

## Exposiciones

### Colectivas
- 2002 –2004 "Exposición de libros occidentales Rounce and Coffin", que viaja a más de treinta bibliotecas públicas y académicas durante dos años. Originario de Occidental College, Los Ángeles
- 1997, 1999, 2001, 2003 "Bienal de Arizona", Museo de Arte de Tucson, Tucson, Arizona
- 1997, 1998, 2002 "Generaciones", AIR Gallery, Nueva York
- 1998 "Escisión: una exposición sobre el pecho", Adams State College, Museo Luther Bean, Alamosa, Colorado (viajó a la Galería Jonson del Museo de Arte de la Universidad de Nuevo México)
- 1998 “El cuerpo fragmentado: ¿violencia o identidad?” Galería de arte de la Universidad W. Keith y Janet Kellogg, Universidad Politécnica del Estado de California, Pomona, California
- 1998 "Low Land Horizon", Galería Cullity, Facultad de Arquitectura y Bellas Artes de la Universidad de Australia Occidental, Perth, Australia
- 1998 "Exposición de ganadores de becas de artes visuales", Tucson / Pima Arts Council Gallery, Tucson, Arizona
- 1996 "Transformando el espejo: mujeres en la fotografía", Marshal/Reade Gallery, Boston, Massachusetts
- 1996 "Exposición internacional de fotografía e imágenes digitales", Galería Wellington B. Gray, Universidad del Este de Carolina, Greenville, Carolina del Norte
- 1996 "Una exposición por invitación de carteles de EE. UU. en Rzeszow", con origen en Rzeszow, Polonia, lugares hasta la fecha: Galería de arte de Rzeszow, Galería de arte de la ciudad de Czestochowa, Galería de arte de Krosno, Przemysl Center of Artbeen y ubicaciones en Bydgoszcz y Zakopane, viajó a varios lugares en Hungría y Eslovaquia en 1998
- 1995 "Josten, McMahon, Penn", exposición de tres personas, financiada con subvenciones de la Comisión de las Artes de Arizona y el Consejo de las Artes de Tucson/Pima, Galería Cooperativa de Artistas de Vajilla, Tucson, Arizona
- 1995 “Vallas publicitarias para la democracia”, Hunter College, ciudad de Nueva York
- 1995 “Respuestas mortales: Asesinato y suicidio de mujeres”, Longwood Arts Project, un programa del Bronx Council on the Arts, Bronx, Nueva York
- 1995 "Público como privado", Galería de la Comisión de Artes de la ciudad de Boulder, Boulder, Colorado
- 1994 "Exposición anual de la Asociación de Diseñadores Universitarios y Universitarios", Minneapolis, Minnesota
- 1993 "Todo es relativo", Galleria Mesa, Mesa, Arizona, Premio del jurado
- 1993 “Más allá de las palabras”, Woman Made Gallery, Chicago, Illinois[10]

### Individuales
- 2002 “Maternal Matter: Books, Cards and Drawings”, California State University, San Marcos, California
- 1997 "Revisando a la madre: fotografías, texto y objetos", AIR Gallery II, ciudad de Nueva York
- 1997 "Mama Do You Love Me", una instalación de objetos, luz y sonido, Icehouse Alternative Art Space, Phoenix, Arizona
- 1996 "Maternidad, autonomía, ambivalencia y pérdida", Wood Gallery, Vermont College of Norwich University, Montpelier, Vermont[10]